# Franz Wiegele
Franz Wiegele (født 23. februar 1887 i Nötsch im Gailtal i Kärnten Østrig, død 17. december 1944 samme sted) var en østrigsk maler.
Sammen med Egon Schiele og andre unge kunstnere havde han 1909 dannet "Neukunstgruppe", som arrangerede udstillinger i opposition til "det konservative kunstakademi i Wien".
Wiegele havde sin første udstilling 1911 med Anton Kolig og Anton Faistauer (de), hvor han blev bemærket af Carl Moll (de) der udvirkede et stipendie til et studieophold i Paris 1912.
Han besøgte Holland i 1913. Året efter blev han under en studierejse til Algier interneret af frankmændene, men efter en fangeudveksling kunne han 1917 rejse til Schweiz, hvort han opholdt sig indtil han 1925 vendte tilbage til Nötsch. I 1936 afslog han en udnævnelse ved kunstakademiet i Wien og døde 1944 med flere andre i husstanden under et bombeangreb i hjembyen.

## Billeder
| - Akt i skov, 1910/11 - Den svenske maler Ella Wanner (sv), 1912 - Stilleben med frugt, ca. 1918 - Læsende pige, ca. 1920 - Familien Isepp(de), 1927/28 - Kvindeportræt, 1929 - Portræt af en ung mand, ukendt datering |

| - Gravsted for familien Wiegele - Tre epigrafer - Epigraf I har fire personer der døde ved bombningen 17. december 1944 - Epigraf II med fire personer der døde 1890, 1892, 1898 og 1912 - Epigraf III med tre personer der døde 1979, 1990 og 2009 |